# 840 (číslo)
Osm set čtyřicet je přirozené číslo, které následuje po čísle osm set třicet devět a předchází číslu osm set čtyřicet jedna. Římskými číslicemi se zapisuje DCCCXL.

## Matematika
840 je:
- Nejmenší společný násobek prvních osmi přirozených čísel
- Abundantní číslo
- Nešťastné číslo
- Nepříznivé číslo
- Číslo 840 má nejvíce (32) dělitelů ze všech čísel menších než 1000.

## Astronomie
- (840) Zenobia je planetka hlavního pásu, kterou objevil v roce 1916 Max Wolf

## Roky
- 840
- 840 př. n. l.